# Джон Босман
Джон Босман (нід. John Bosman, нар. 1 лютого 1965) — нідерландський футболіст, що грав на позиції нападника. По завершенні ігрової кар'єри — футбольний тренер.
Виступав на батьківщині за клуби «Аякс», ПСВ, «Твенте» і АЗ, а також у Бельгії за «Андерлехт» та «Мехелен». Ставав володарем Кубка Кубків УЄФА та Суперкубка УЄФА, а також низки національних трофеїв. Крім того грав за національну збірну Нідерландів, разом з якою став чемпіоном Європи та учасником чемпіонату світу.

## Клубна кар'єра
Джон Босман розпочав свою кар'єру в дитячій футбольній команді «Рода'23», пізніше Джон також виступав за клуб РКАВІК. 1983 року 18-річний Босман перейшов у амстердамський «Аякс». Він дебютував у команді 20 листопада 1983 року в матчі проти «Роди», матч завершився на користь «Аякса» 5:2. Всього за п'ять сезонів Босман 165 матчів провів за «Аякс» у всіх змаганнях і забив 105 м'ячів. У чемпіонатах Нідерландів Джон забив 77 м'ячів і за цим показником увійшов у другий десяток списку бомбардирів «Аякса» за всю історію клубу. Після переходу Марко ван Бастена у італійський «Мілан» саме Босман став найкращим бомбардиром «Аякса», в сезоні 1987/88 Джон забив 25 м'яч у 33 матчах. Босман брав участь у фінальному матчі кубка володарів кубка УЄФА проти бельгійського «Мехелена». «Мехелен» під керівництвом колишнього тренера «Аякса» Ада де Моса переміг з рахунком 1:0. По закінченні сезону Босман перейшов саме в «Мехелен».

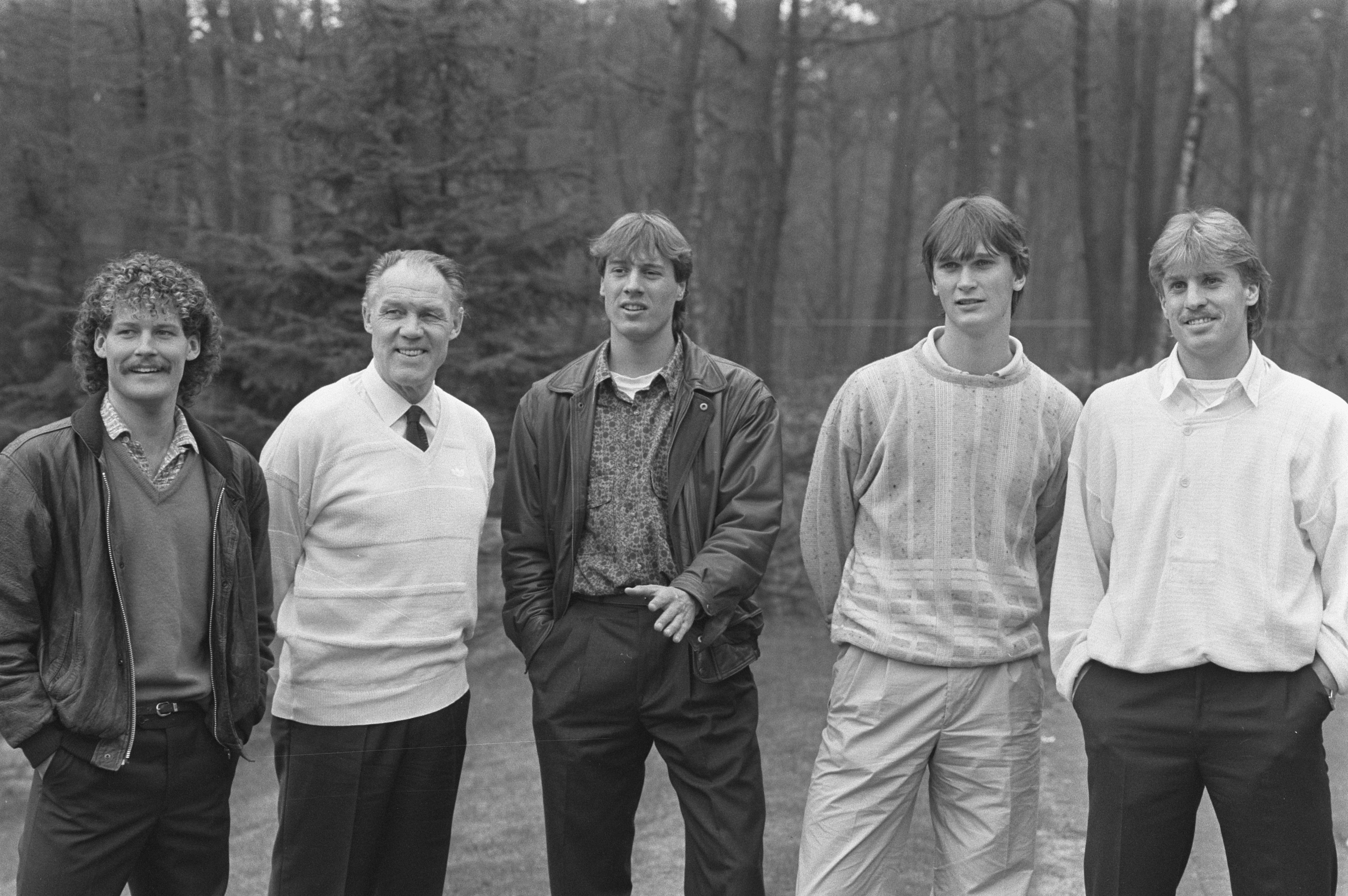
Джон Босман (другий праворуч) разом з партнерами по збірній Нідерландів і тренером Рінусом Міхелсом. 28 квітня 1986 року.

Перейшовши в «Мехелен», Босман в першому ж сезоні в 30 матчах відзначився 18 голами і став чемпіоном Бельгії, на 5 очок випередивши «Андерлехт». У списку бомбардирів сезону 1988/89 Босман посів четверте місце. У своєму другому сезоні за «Мехелен» Джон забив 16 м'ячів в 31 матчі (третій показник у чемпіонаті Бельгії), а «Мехелен» посів третє місце після чемпіона «Брюгге» і віце-чемпіона «Андерлехта». З «Мехеленом» Босман взяв участь у фіналі Суперкубка Європи проти нідерландського ПСВ, який «Мехелен» виграв з рахунком 3:1. У єврокубках у сезоні 1988/89 «Мехелен» брав участь у розіграші Кубка володарів Кубків (який був виграний ними в попередньому сезоні), де команда дійшла до півфіналу, в якому поступилася італійській «Сампдорії» — в першому матчі «Мехелен» вдома переміг 2:1, але на виїзді бельгійці поступилися 3:0.
1990 року Джон повернувся в Нідерланди і став гравцем ПСВ з Ейндговена. У ПСВ Босман провів один сезон і став чемпіоном Нідерландів, провівши 30 матчів і забивши 11 м'ячів в Ередивізі.
По завершенні сезону Джон перейшов в бельгійський «Андерлехт». В «Андерлехті» Джон провів п'ять сезонів, за які провів 156 матчів і забив 71 м'яч. З «Андерлехтом» Джон виграв три титули чемпіона Бельгії (1993, 1994, 1995) і один кубок Бельгії (1994).
Покинувши «Андерлехт» 1996 року, Джон вирішив остаточно повернутися в Нідерланди і підписав контракт з «Твенте» з Енсхеде. У 31 рік Босман знову довів, що є одним з найкращих нападників Нідерландів: в сезоні 1996/97 він забив 20 м'ячів за 33 матчі і всього на один м'яч відстав від найкращого бомбардира чемпіонату гравця ПСВ Люка Ніліса. «Твенте» фінішував у сезоні на третьому місці після ПСВ «Феєнорда». Босман ще протягом двох сезонів виступав за «Твенте», але своєю грою не відзначався, забивши за два сезони лише 14 м'ячів у 57 матчах.
Завершуючи ігрову кар'єру, Босман ще протягом трьох сезонів з 1999 по 2002 рік виступав за АЗ з міста Алкмар. За АЗ Джон провів 62 матчі і забив 22 м'ячі. В 2002 році, у віці 37 років, Босман завершив свою футбольну кар'єру.

## Виступи за збірну
29 квітня 1986 року дебютував в офіційних іграх у складі національної збірної Нідерландів в матчі проти збірної Шотландії (0:0). Свій перший м'яч за збірну Джон забив у ворота збірної Кіпру 21 вересня 1986 року, матч закінчився перемогою Нідерландів 2:0.
28 жовтня 1987 року Джон забив п'ять м'ячів у матчі проти збірної Кіпру, який завершився розгромом кіпріотів з рахунком 8:0, проте результат матчу був анульований через вибухівку, кинуту у воротаря кіпріотів. В матчі перегравання, 9 грудня, Джон забив три м'ячі, а його збірна знову перемогла 4:0 і кваліфікувалась на чемпіонат Європи.
У складі збірної був учасником чемпіонату Європи 1988 року у ФРН, здобувши того року титул континентального чемпіона. У фіналі нідерландці перемогли збірну СРСР 2:0, але Босман у фіналі так і не вийшов.
Через шість років Босман став учасником чемпіонату світу 1994 року у США, проте на поле не виходив.
Протягом кар'єри у національній команді, яка тривала 12 років, провів у формі головної команди країни лише 30 матчів, забивши 17 голів. Свій останній матч за Нідерланди провів 4 червня 1997 року проти збірної ПАР (2:0).

## Кар'єра тренера
Розпочав тренерську кар'єру, повернувшись до футболу після невеликої перерви, 2011 року, увійшовши до тренерського штабу клубу «Аякс Йонг». Наразі досвід тренерської роботи обмежується цим клубом.

## Титули і досягнення
- Чемпіон Нідерландів (2):

«Аякс»: 1984–85
ПСВ: 1990–91
- Володар Кубка Нідерландів (2):

«Аякс»: 1985–86, 1986–87
- Чемпіон Бельгії (4):

«Мехелен»: 1988–89
«Андерлехт»: 1992–93, 1993–94, 1994–95
- Володар Суперкубка Бельгії (2):

«Андерлехт»: 1993, 1995
- Володар Кубка Бельгії (1):

«Андерлехт»: 1993–94
- Володар Кубка Кубків УЄФА (1):

«Аякс»: 1986–87
- Володар Суперкубка Європи (1):

«Мехелен»: 1988
- Чемпіон Європи (1):

Нідерланди: 1988
Індивідуальні
- Найкращий бомбардир кубка володарів кубків: 1986–87 (8 голів)